# برنهارد کنوبه
برنهارد کنوبه (انگلیسی: Bernhard Knubel؛ ۲ مارس ۱۹۳۸ – ۲۳ فوریهٔ ۱۹۷۳) قایقران روئینگ اهل آلمان بود.
وی در مسابقات کشوری و بین‌المللی در مجموع برندهٔ ۱ مدال طلا شده‌است.